# メロンジュース (アルバム)
『メロンジュース』は、メロン記念日の初のミニ・アルバム。2007年12月12日に発売された。

## 解説
ベスト・アルバム『FRUITY KILLER TUNE』を挟んで『THE 二枚目』から3年ぶりのオリジナル・アルバム。
7曲で構成されており、既発楽曲のシングル表題曲2曲と新曲1曲、メンバーそれぞれのソロ楽曲が収録されている。

## 収録曲
1. カリスマ・綺麗
作詞・作曲・編曲：コモリタミノル
後に17thシングルとしてシングルカットされる。
2. ランチ
作詞・作曲・編曲：渡辺未来
村田めぐみによるソロ曲。
3. 6月のサンシャイン
作詞・作曲・編曲：イイジマケン
大谷雅恵によるソロ曲。
4. ドライブ
作詞：久保田洋司　作曲：藤末樹/崎田樹会　編曲：齋藤真也
柴田あゆみによるソロ曲。
5. あくま de FAKE
作詞・作曲・編曲：イイジマケン
斉藤瞳によるソロ曲。
6. アンフォゲッタブル
作詞：海野真司　作曲・編曲：上野浩司
15thシングル。
7. お願い魅惑のターゲット ～マンゴープリン Mix～
作詞：上田ケンジ　作曲：田中秀典　編曲：たいせい
16thシングル。